# Angela Gelč Jontes
Angela »Gelč« Jontes, slovenska pisateljica, * 23. september 1906, Ljubljana, † 1. september 1973, Ljubljana.
Starša Gelč Jontes (Jožef in Marjeta, rojena Novak) sta se priselila v Ljubljano iz Šentjanža na Dolenjskem; najprej leta 1902 Jožef in nato leto kasneje še Marjeta, poročila sta se v Ljubljani 8. februarja 1902. Oče je bil najprej policijski stražnik, postrešček, sprevodnik na tramvaju, delal je tudi v mestni zastavljalnici, ki je bila v Prečni ulici 2 in tam je družina dlje časa tudi živela. Gelč je po osnovni šoli obiskovala še trgovski tečaj in opravljala različne administrativne službe (v odvetniški pisarni, v tovarni kartona), med drugo svetovno vojno je bila otroška negovalka, po njej je delala v Državni založbi Slovenije. Gibala se je tudi v slikarskih in kiparskih krogih, njena prijateljica je bila Karla Bulovec Mrak, ki jo je tudi portretirala v črnobeli risbi in kipu. Leta 1930 je družino pretresla težka tragedija, povezana s hudo revščino, ki je v času gospodarske krize pestila tudi Jontesove, saj sta bila oba odrasla otroka, ki sta še živela doma, Gelč in Franc, brezposelna. Oče Jožef je sredi noči najprej ustrelil ženo, nato je nameril še v hčerko. Mati je zgodaj zjutraj v bolnišnici ob hčerkini prisotnosti izdihnila, Gelč pa je bila samo ranjena. Po tem dogodku se je veliko gibala v boemskih krogih, portretirali so jo tudi France Pavlovec, Fran Tratnik in Zoran Didek. Zadnja leta življenja je živela v sobici  v nekdanjem frančiškanskem internatu na Nazorjevi ulici. To skromno prebivališče je bilo v neposredni bližini kavarne hotela Union, kjer je v umetniških in intelektualnih debatah preživljala dneve in večere. 1. septembra 1973 je umrla za posledicami srčnega zastoja.

## Delo
Literarna zapuščina Gelč Jontes obsega kratko pripovedno prozo, novele in rokopisni roman Galilejevi. Novele in kratke zgodbe je pred drugo svetovno vojno objavila v revijah Ljubljanski zvon, Modra ptica, Ženski svet in Mladika ter v časnikih Jutro, Slovenec, Proletarec, po njej pa v Koledarju Mohorjeve družbe. Enajst besedil je izšlo leta 1943 v zbirki Sreča na črepinjah pri založbi Plug. Ob izidu Sreče na črepinjah jo je kritik v Jutru označil kot najoriginalnejšo pripovednico, kot pisateljico »ljubljanske periferije, Krakova, Trnovega, Gramozne jame,Vodmata, Sibirije, Ižanskega okolja; tipov, ki se rekrutirajo v Ljubljano iz teh kmetskih predelov: mlekaric, služkinj, furmanov, ušivih beračev, delomrznežev, lajnarjev, peric, gruntarjev; pa tudi moralnega propada, ki izvira iz revščine, neizobrazbe, iz okolja«.
Pisala je skoraj naturalistično zasnovane črtice in novele s socialnimi motivi iz življenja v ljubljanskem predmestju. Njeni liki so na obrobje odrinjeni ljudje družbenega dna in njihove osebne erotično obarvane travme. Najbolj znane novele so: Mlekarica Johana, Junaštvo in smrt starega žandarja, Mati iz jame in Krik v Krakovski ulici.
Med letoma 1939 in 1941 je objavila tudi nekaj kratkih besedil, ki so bila najbrž del romana, ki ga je neuspešno ponudila Matici. Te zgodbe so sicer tudi del romana Galilejevi, le da se v njem protagonistka imenuje Marjeta. Galilejevi prikazujejo dozorevanje dekleta, ki išče smisel svojega življenja in se hoče izviti iz primeža omejujočega deklištva. V njenih delih je tudi veliko avtobiografskih prvin.
Zbrane črtice in novele so izšle leta 1943 v knjigi Sreča na črepinjah (COBISS) - nova izd. 2022 (Beletrina).
- Bibliografija del Gelč Jontes